# سد وایونت
سد وایونت (انگلیسی: Vajont Dam) سدی در ۱۰۰ کیلومتری شمال شهر ونیز در ایتالیا که مسوول مرگ بیش از ۲۰۰۰ نفر در سال ۱۹۶۳ شد. به دلیل لغزش دیواره به درون مخزن سد، ۵۰ میلیون متر مکعب آب از روی سد بتنی عبور کرد و فاجعه رخ داد. سد وایونت، سدی بتنی دو قوسی به ارتفاع ۲۶۲ متر و گنجایش ۱۶۸ میلیون متر مکعب بود.